# Barry J. Spinello
Barry J. Spinello (* 17. Januar 1941 in Brooklyn, New York City) ist ein US-amerikanischer Filmregisseur, Filmproduzent, Drehbuchautor und Filmeditor, der 1976 für einen Oscar nominiert war.

## Biografie
Barry J. Spinello, der die Midwood High School sowie die Columbia School besuchte, ist ein AIA Absolvent der Architektur und Landbebauung in Raleigh und Saxapahaw in North Carolina. Spinello, der zwei Jahre in Florenz verbrachte, um sich dort der Malerei zu widmen, hatte den Traum, Musik und Malerei zu verschmelzen. So begann er mit der Produktion experimenteller Animationsfilme. Seinen ersten Film Damaged Soldiers, der vom Kirchenrat gesponsert worden war, drehte er mit einem Camcorder. Im Jahr 1968 führte die Berkeley Film Society während des Film Festivals in Ann Arbor im Wheeler Auditorium Spinellos gerade fertiggestellten Kurzfilm Sonata for Pen Brush and Ruler vor, der bei den dort versammelten Menschen sehr gut ankam. Die original bemalte Filmrolle befindet sich inzwischen zu Konservierungszwecken in der MoMA-Sammlung in New York. Die nächsten fünfzehn Jahre produzierte Spinello teils preisgekrönte Dokumentar- und andere Filme in seinem Atelier in Emeryville in Kalifornien. Für seinen 1975 produzierten Dokumentar-Kurzfilm A Day in the Life of Bonnie Consolo, der den Alltag einer Frau ohne Arme zeigt, erhielt Spinello eine Oscarnominierung. Die Auszeichnung ging jedoch an Bert Salzman und sein Kurzfilmdrama Angel and Big Joe, das den Zwiespalt eines Minderjährigen thematisiert.
Spinellos Film Mel on Wheels (1981) wurde mit dem Ribbon Award beim American Film Festival sowie dem Chris Plaque Award beim Columbus Film Festival ausgezeichnet. Für den Film Adrian as well as the Gadget People sollte er 1986 das Drehbuch schreiben, wozu es jedoch aufgrund einer von Spinello gegen Amblin Entertainment/General eingeleiteten Klage und eines Schiedsverfahrens nicht kam. Diese Erfahrung war so negativ für Spinello, dass er Hollywood den Rücken kehrte und die Filmbranche viele Jahre mied.
Spinello heiratete, half seiner Frau bei ihrer medizinischen Karriere, schuf sich ein Heim und ein weiteres Standbein, bekam eine Tochter und eine neue Existenz jenseits der Filmwelt. John Cage präsentierte Spinellos animierte Arbeiten im Source Journal: Issue Quantity Seven. 2002 kehrte Spinello jedoch zu seinen Ursprüngen der experimentellen Animation zurück und führte seine Idee des Filmmalens in die Computertechnologie ein. Der von ihm produzierte Film Towards arbeitet mit den Stimmen von Gertrude Stein und T. S. Eliot, die ein Streitgespräch führen, während sie in einem Gemälde von Jackson Pollock gefangen sind.
Das New Museum of Contemporary Art in New York bewahrt drei frühe Filmbilder von Spinello aus Gründen der Erhaltung in seiner Sammlung auf.

## Filmografie (Auswahl)
– Regie, wenn nicht anders angegeben – 
- 1968: Sonata for Pen Brush and Ruler (Kurzfilm; auch Produzent, Autor + Editor)
- 1969: Soundtrack (Kurzfilm; auch Produzent, Autor + Editor)
- 1970: Six Loop Paintings (Kurzfilm; auch Produzent, Autor + Editor)
- 1972: A Day in the Life of Dave Harvey (Dokumentarfilm; auch Produzent, Autor, Editor + Kamera)
- 1973: Goatman of Briones (Kurzfilm; auch Produzent + Editor)
- 1973: Film Graphics Abstract Aspects of Editing (Dokumentar-Kurzfilm; auch Produzent und Autor)
- 1974: Making Pottery (Kurzfilm; auch Autor)
- 1975: A Day in the Life of Bonnie Consolo (Dokumentar-Kurzfilm; auch Produzent)
- 1976: It’s the Difference (Dokumentarfilm)
- 1977: Counseling the Terminally Ill: Three Lives (Dokumentarfilm; auch Produzent und Autor)
- 1978: A Force of Five Thousand (Dokumentarfilm; auch Editor)
- 1979: Oxnard Robot (Dokumentar-Kurzfilm; auch Editor)
- 1981: Mel on Wheels (Dokumentar-Kurzfilm; auch Produzent)
- 1983: Postcard from Paris (Dokumentarfilm; auch Produzent)
- 1995: Peter Andrews Putnam (Dokumentar-Kurzfilm; auch Produzent, Autor, Editor + Kamera)
- 2013: Towards (Kurzfilm; auch Produzent, Autor + Editor)

## Auszeichnungen (Auswahl)
Oscarverleihung 1976
- Oscarnominierung für und mit seinem Film A Day in the Life of Bonnie Consolo in der Kategorie „Bester Kurzfilm“.